# حفلات كيتي
تعتبر حفلات كيتي من الطرق الشعبية في كل من الهند وباكستان من أجل مشاركة النساء في إطار نادي ادخار غير رسمي. إنه نوع من الحفلات التي تنظمها عادة النساء وتُعقد شهريًا في فترة ما بعد الظهر.
يشير لفظ «كيتي» إلى المبلغ الذي يتم جمعه في الحفل، كل عضو يساهم بمبلغ معين من المال كل شهر. يتم تسليم المال لأحد أعضاء المجموعة كل شهر. تعمل صناديق الشيتات على أسس مشابهة.
عادة ما يتم عقد حفلة كيتي في وقت محدد كل شهر، من قِبل مجموعة محددة من النساء. يجب على كل عضوة في المجموعة استضافة الحفلة مرة واحدة على الأقل. ينظم العضو المستضيف الطعام واللوازم الأخرى، وعادة ما تكون الحفلة مكانًا للنميمة للنساء. عادة ما يشارإليها في معظم الهند وباكستان باسم «لجنة» بكل بساطة.

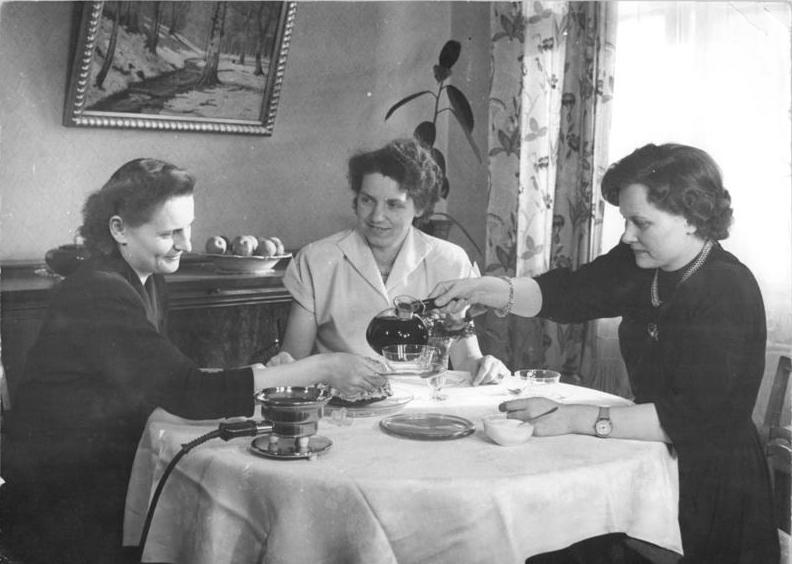

قد تشمتل الحفلة على ألعاب، وقد يتضمن موضوعًا م اللمناقشة مع أعضاء آخرين.